# Катастрофа Як-40 под Вологдой
Катастрофа Як-40 под Вологдой — авиационная катастрофа, произошедшая в пятничным вечером 16 ноября 1979 года близ Вологды. Авиалайнер Як-40 Вологодского ОАО предприятия «Аэрофлот» завершал перегоночный рейс SU-564 по маршруту Великий Устюг — Вологда, но при заходе на посадку в Вологодском аэропорту в сложных погодных условиях лайнер столкнулся с деревьями, после чего рухнул на землю близ Вологодского аэропорта и полностью разрушился. Из находившихся на его борту 5 членов экипажа, погибли 3, выжили 2, получив ранения.

## Самолёт
Як-40 с бортовым номером 87454 (заводской — 9431136, серийный — 36-11) был выпущен Саратовским авиационным заводом в 1974 году и передан Министерству гражданской авиации, которое 2 сентября направило его в Вологодский авиаотряд Ленинградского управления гражданского воздушного флота.

## Экипаж
Состав экипажа рейса SU-564 был из 385-го лётного отряда, в состав которого входили 5 человек:
- Командир воздушного судна (КВС) — Леонид Реутов
- КВС-проверяющий — Герман Лапин
- Второй пилот — Анатолий Рогозин
- Бортмеханик — Валерий Панев

В салоне авиалайнер работала стюардесса Светлана Насинкова

## Хронология событий

### Предшествующие обстоятельства
Ранее в этот же день данный экипаж уже выполнил пять рейсов по общему маршруту Вологда — Великий Устюг — Вологда — Москва — Вологда — Великий Устюг. Теперь же предстояло выполнить шестой рейс № 564, который был техническим, то есть без пассажиров. В 16:50 МСК командир получил прогноз погоды в Вологде, согласно которому небо было полностью затянуто дождевыми облаками с нижней границей 170 метров, ветер южный свежий, дымка, видимость 1650 метров. Также прогнозировалась видимость 1500—2000 метров с кратковременным ухудшением до 900—1500 метров. Так как фактическая погода была выше метеорологического минимума для Вологодского аэропорта (120 на 1500 метров), то командир экипажа принял решение осуществлять взлёт. 16 ноября 1979 года В 17:32 местного времени рейс 564 с 5 членами экипажа  вылетел из Великоустюгского аэропорта, а рейс выполнял Як-40 борт СССР-87454, летящий из Великого Устюга в Вологду,  после набора высоты лайнер занял эшелон 5400 метров.

### Сговор в Вологодском аэропорту
Пока Як-40 летел к Вологде, погода в аэропорту назначения стала ухудшаться. С 17:55, согласно показаниям регистратора дальности видимости (РДВ), видимость стала ниже минимума, а в 18:10 упала уже до 1280 метров. Экипаж получил сведения о погоде в данный период, а в 18:13 попросил, чтобы руководитель полётов или дежурный командир лётного отряда совместно с метеонаблюдателями АМСГ каждые 5 минут передавали сведения о погодных условиях. Тогда в 18:25 на основной наблюдательный пункт пришёл руководитель полётов, который затем позвонил по телефону метеонаблюдателю на БПРМ и сговорился с ней, чтобы та перешла от наблюдений по РДВ на визуальные по ночным ориентирам и передавала авиадиспетчерам такие значения о видимости, которые соответствовали минимуму аэродрома: горизонтальная — 1500 метров, вертикальная — 120 метров. При этом о переходе на визуальные наблюдения старшему смены АМСГ намеренно не докладывали. Между тем, фактическая видимость продолжала ухудшаться, о чём также неоднократно предупреждали диспетчеры старта и круга. К тому же наблюдатель основного пункта знала, что ночного ориентира с расстоянием 1000 метров нет, а значит невозможно было определить видимость в районе между 700 и 1500 метров.

### Катастрофа
Самолёт выполнял заход на посадку по магнитному курсу 152°. В левом кресле (командира) сидел проверяющий, который и осуществлял пилотирование, а сам командир экипажа поначалу ушёл в пассажирский салон. Диспетчер круга (ДПК) при этом вёл контроль по радиолокатору «Экран Д», который имел дальность до 3 километров.
В 18:27 диспетчер РЦ ЕС УВД передал экипажу самолёта, что в аэропорту Вологды горизонтальная видимость составляет 1500 метров, а вертикальная — 120 метров. Эти данные самому диспетчеру были даны наблюдателем АМСГ и являлись ложными, тогда как фактическая видимость уже упала до 850 метров. Заняв в 18:34 эшелон перехода (900 метров), экипаж установил давление аэродрома — 761 мм рт. ст., о чём доложил диспетчеру, а затем начал снижаться до высоты круга (500 метров). При этом на самом деле на правом высотомере было выставлено значение 762 мм рт. ст., а на левом, со стороны пилотирующего лётчика — 759 мм рт. ст. В 18:37 экипажу были вновь переданы ложные сведения о погоде, после чего экипаж выполнил четвёртый разворот и вышел на предпосадочную прямую. В кабину после этого вошёл командир и находился позади бортмеханика. Фактическая видимость к тому времени уже снизилась примерно до 700 метров.
Высота пролёта ДПРМ составляла 200 метров. Но из-за неверной настройки высотомера самолёт снизился до данной высоты ещё за километр, а ДПРМ пролетел на высоте 172 метра. Диспетчер круга сообщил экипажу пролёт ДПРМ и тот это подтвердил. Далее вертикальная скорость снижения была увеличена, а авиалайнер чуть отклонился влево на курс 152°, в результате чего в 2 километрах до торца ВПП находился относительно посадочной глиссады левее на 150 метров и на 40 метров ниже. Так как РТС контроль не осуществлялся, то диспетчер круга не знал о преждевременном снижении авиалайнера. По утверждению командира экипажа, из команд проверяющего он услышал только указание бортмеханику о засечении времени пролёта ДПРМ. Когда самолёт снизился до высоты принятия решения, то экипаж, не видя землю, продолжил снижение, хотя в таких условиях требовалось уходить на второй круг. Вместо этого был совершён энергичный доворот вправо с целью вернуться на продолжение оси ВПП, при этом обороты двигателей были снижены с 86 до 79 %, а вертикальная скорость увеличилась до 4,5 м/с.
Через 18 секунд с момента начала доворота, когда Як-40 был в 35 метрах над землёй, пилоты увидели под собой лес и потянули штурвалы на себя. Но через пару секунд летящий по курсу 169° авиалайнер в 20 метрах от земли на скорости 200 км/ч и с правым креном 5° врезался в деревья. Сталкиваясь со стволами около 30 сантиметров в диаметре, Як-40 начал разрушаться, а в 18:41 через 204 метра от места первого удара и в 96 метрах от ДПРМ упал на землю, полностью разрушился и загорелся. В катастрофе погибли проверяющий, второй пилот и бортинженер. Командир экипажа и стюардесса получили тяжёлые ранения. Над аэропортом в это время стоял туман, а видимость составляла 700 метров.

## Причины
Выводы: Расследованием установлен факт сговора руководителя полётов с метеонаблюдением на БПРМ и на основном пункте наблюдения о выдаче ложных завышенных значений видимости на ВПП с целью приёма самолётов Як-40 № 87697, 87696 и 87454 при фактической погоде хуже установленного минимума аэродрома, в нарушение требований НПП ГА-78. Завышение значений видимости на ВПП дезинформировало диспетчерский состав УВД и экипажи самолётов Як-40 № 87454 и 87696 (экипаж которого, также получивший в 18:27 ложную информацию от диспетчера о видимости 1 500 м, выполнял заход на посадку с интервалом 12—13 км после потерпевшего катастрофу Як-40 № 87454. После пролёта ТВГ экипаж получил информацию о погоде ниже минимума и команду диспетчера об уходе на второй круг, но в нарушение требований НПП ГА-78 продолжал снижение и настаивал на разрешении посадки, лишь после повторных команд диспетчера ДПК уйдя на запасной аэродром). Руководитель полётов грубо нарушил требования НПП ГА-78 в части обеспечения безопасности полётов, что непосредственно повлияло на исход полёта. Метеорологическое обеспечение не соответствовало требованиям НПП ГА-78 и НМО ГА-73 и не обеспечивало безопасности полётов самолётов Як-40 № 87454 и 87696. Старшим смены АМСГ инженером-синоптиком не выполнены требования НМО ГА-73 в части контроля за работой техников-наблюдателей и доведением метеоинформации до диспетчерского состава службы УВД.
Проверяющий заместитель командира лётного отряда в нарушение требований НПП ГА-78 продолжал снижение и заход на посадку при отсутствии визуального контакта с земными ориентирами после пролёта ВПР, что привело к преждевременному снижению и столкновению самолёта с землёй.
Дежурный командир 385 лётного отряда не выполнил обязанностей, предусмотренных инструкцией, и в ликвидации опасной ситуации участия не принимал.
— 

Заключение: причинами катастрофы явились:
1. Приём самолёта при погоде хуже установленного минимума аэродрома, дезинформация диспетчеров УВД и экипажа о значениях вертикальной и горизонтальной видимостей вследствие преступного сговора руководителя полётов и метеонаблюдателей.
2. Продолжение экипажем захода на посадку и преждевременное снижение самолёта при отсутствии визуального контакта с земными ориентирами после пролёта высоты принятия решения.

— 